# Sonate pour violoncelle
Une sonate pour violoncelle est une œuvre musicale composée pour violoncelle et piano (ou basse continue), violoncelle solo ou plusieurs violoncelles. D'autres configurations existent, mais elles sont de l'ordre de l'exception.
Les sonates les plus célèbres du répertoire sont celles de Ludwig van Beethoven, Johannes Brahms, Franz Schubert, Felix Mendelssohn, Frédéric Chopin, Richard Strauss, Sergueï Rachmaninov, Dmitri Chostakovitch, Sergueï Prokofiev, Édouard Lalo, Camille Saint-Saëns, César Franck (adaptée de celle pour violon et piano), Gabriel Fauré, Claude Debussy, Louis Vierne Maurice Ravel, Edvard Grieg et Zoltán Kodály.
De nombreuses sonates méconnues ont été écrites par des violoncellistes : Joseph Abaco, Bernhard Romberg, Jean-Baptiste Bréval, etc.
Une grande majorité des sonates ont été écrites par des compositeurs italiens durant la période baroque avant que ce ne soient les compositeurs issus de la sphère germanique qui ne prennent le dessus en nombre de compositions majeures pendant les périodes classiques et romantiques. Les compositeurs français ont été très prolifiques dès l'époque romantique et l'époque moderne qui comptent de nombreuses sonates de qualité du répertoire courant. Les compositeurs russes se démarquent majoritairement au XXe siècle avec plusieurs sonates majeures dès le tournant du siècle. Depuis le XXIe siècle, les sonates pour violoncelle sont principalement l'oeuvre de compositeurs américains même si des compositeurs d'autres nations se démarquent.
Très peu de femmes ont composé des sonates pour violoncelle (seul ou accompagné) jusqu'au début du XXIe siècle où le nombre de compositrices est plus important. Parmi elles citons notamment Fanny Mendelssohn, Marie Jaëll, Louise Farrenc, Rita Strohl, Ethel Smyth, Mel Bonis, Henriette Renié, Louise Héritte-Viardot, Henriëtte Bosmans, Rebecca Clarke et Florentine Mulsant (toujours active et prolifique pour l'instrument).

## Compositions

### Période baroque
La plus ancienne sonate encore régulièrement interprétée est celle de Giuseppe Maria Jacchini en do majeur (no 3, op. 3, 1697).
Benedetto Marcello a quant à lui composé au moins 12 sonates jusqu'en 1739. Notons que Ermenegildo del Cinque (1700-1773) a produit plus de 100 sonates pour deux violoncelles.
Mais ce sont surtout les sonates (pour violoncelle et continuo) qu'Antonio Vivaldi composa jusqu'en 1741 qui demeurent au répertoire courant.
D'autres compositeurs italiens de cette période ont également composé de nombreuses sonates pour violoncelle (très souvent avec basse continue) : Giovanni Benedetto Platti, Carlo Graziani, Joseph Abaco, Pietro Locatelli, Jean-Baptiste Pergolèse, Karl Friedrich Abel, Antonio Maria Bononcini, Domenico Gabrielli, Salvatore Lanzetti, Antonio Vandini, Giuseppe Valentini, etc.
Le compositeur et violoncelliste allemand Jean Zewalt Triemer composa six sonates pour violoncelle et continuo.
En dehors de la sonate, notons également les six suites (en sol majeur, ré mineur, do majeur, mi bémol majeur, do mineur et ré majeur) pour violoncelle seul composées par Jean-Sébastien Bach entre 1717 et 1723.
François Francœur a réalisé un arrangement d'une sonate pour violon de son frère Louis Francœur.

### Période classique
Comme pour la période baroque, jusqu'à la fin du XVIIIe siècle, la plupart des sonates pour violoncelle étaient écrites pour être jouées avec une basse continue.

#### Monde germanique
Wolfgang Amadeus Mozart n'a écrit qu'une sonate pour basson et violoncelle en si bémol majeur, K. 292/196c (1774-1775). En outre, il existe des transcriptions pour violoncelle et piano de ses sonates suivantes effectuées par Alexandre Kniazev : sonate en sol majeur (K. 301), sonate en fa majeur (K. 376) et sonate en sol majeur (K. 379). Son plus jeune fils Franz Xaver Wolfgang Mozart a néanmoins composé une Sonate pour violoncelle et piano en mi majeur, op. 19 (publiée en 1820).
Ludwig van Beethoven a composé, entre 1796 et 1815, cinq sonates pour violoncelle et piano qui forment la base du répertoire courant. Nous avons donc :
- Sonate pour violoncelle no 1 en fa majeur, op. 5 no 1 (1796)
- Sonate pour violoncelle no 2 en sol mineur, op. 5 no 2 (1796)
- Sonate pour violoncelle no 3 en la majeur, op. 69 (1807-1808)
- Sonate pour violoncelle no 4 en do majeur, op. 102 no 1 (1815)
- Sonate pour violoncelle no 5 en ré majeur, op. 102 no 2 (1815)

Il existe également deux transcriptions en sonates pour violoncelle et piano d'autres œuvres de Beethoven :
- Sonate pour cor et piano en fa majeur, op. 17 (transcrite pour violoncelle) (1800)
- Trio à cordes no 1, op. 3, op. 64 (transcrit pour violoncelle par un inconnu) (1807)

Ferdinand Ries, élève, ami et secrétaire de Beethoven, a écrit 4 sonates pour violoncelle et piano :
- Sonate pour violoncelle et piano no 1 en do mineur, WoO. 2 (1799)
- Sonate pour violoncelle et piano no 2 en do majeur, op. 20 (1808), composée lors de son séjour à Paris et dédié au violoncelliste Bernhard Romberg
- Sonate pour violoncelle et piano no 3 en la majeur, op. 21 (1808), composée lors de son séjour à Paris et dédié au violoncelliste Bernhard Romberg
- Sonate pour violoncelle et piano no 4 en sol mineur, op. 125 (1823)

Bernhard Romberg, célèbre violoncelliste classique, écrivit pour son instrument plusieurs œuvres :
- Trois sonates pour violoncelle (ou violon) et harpe (ou piano), op. 5
- Trois trios d'une difficulté progressive pour violoncelle principal, alto et violoncelle, habituellement joués dans une adaptation de 1877 de Friedrich Gustav Jansen comme sonates pour un violoncelle et piano, op. 38 :
  - Sonate pour violoncelle et piano no 1 en mi mineur
  - Sonate pour violoncelle et piano no 2 en sol majeur
  - Sonate pour violoncelle et piano no 3 en si bémol majeur
- Trois Sonates faciles et progressives écrites pour les Amateurs pour violoncelle et contrebasse, habituellement jouées dans des adaptations comme duos pour 2 violoncelles ou comme sonates pour violoncelle et piano (1877), op. 43 :
  - Sonate pour violoncelle et piano no 1 en si bémol majeur
  - Sonate pour violoncelle et piano no 2 en ut majeur
  - Sonate pour violoncelle et piano no 3 en sol majeur

Le violoncelliste Antonín Kraft composa Six sonates pour violoncelle et basse continue, op. 1 et op. 2. Franz Xaver Woschitka, violoncelliste également, a écrit une sonate pour violoncelle et piano en do majeur.
Johann Jacob Kriegk a composé Quatre sonates, op. 1 vers 1795.

#### France
La plupart des compositeurs classiques français ayant écrit pour le violoncelle étaient eux-mêmes violoncellistes :
- Jean-Baptiste Janson :
  - Six sonates pour violoncelle et basse continue, op. 1 (1765)
  - Six sonates pour violoncelle et basse continue, op. 2 (1768)
  - Six sonates pour violoncelle et basse continue, op. 4 (1774)
- Jean-Baptiste Bréval écrivit également quatre sonates dont la célèbre Sonate no 1 en ut majeur pour violoncelle et piano, op. 40 bien connue des apprentis violoncellistes
- Jean-Balthasar Tricklir : Six Sonates pour violoncelle et basse en ut, fa, si bémol, ré, la, sol (1783)
- Olivier Aubert : Études pour le violoncelle, suivies de trois duos et de trois sonates, op. 8 (1800)

#### Autres
Luigi Boccherini a composé au moins 19 sonates pour violoncelle et basse continue et deux sonates pour deux violoncelles entre les années 1760 et 1805.
L'américain George Schetky (1737-1824) a composé Six sonates pour violoncelle, op. 4, dédiées à Francis Charters.

### Période romantique

#### France
La plupart des grands compositeurs français du XIXe siècle ont laissé au moins une sonate pour violoncelle :
- Édouard Lalo : Sonate pour violoncelle et piano en la mineur (1856)
- Camille Saint-Saëns :
  - Sonate pour violoncelle en do mineur no 1, op. 32 (1872-1873)
  - Sonate pour violoncelle en fa majeur no 2, op. 123 (1905)

En France, d'autres compositions existent mais sont beaucoup moins connues au répertoire :
- George Onslow : Sonates pour violoncelle (ou alto) et piano no 1 à no 3 en fa majeur, ut mineur et la majeur, op. 16 (1820)
- Ferdinand Lavainne : Sonate pour violoncelle et piano, op. 62, 1852, dédiée à Auguste-Joseph Franchomme, natif de Lille comme lui
- Charles-Valentin Alkan : Sonate de Concert, op. 47 (vers 1857)
- Eugène Walckiers : Sonate pour violoncelle et piano en ut majeur, op. 100 (1859) dédiée à Charles Lebouc
- Henri Duparc : Sonate pour violoncelle et piano (1867)
- Maurice Emmanuel : Sonate pour violoncelle et piano, op. 2 (1887), créée le 12 février 1921 par Paul Bazelaire qui en reçoit la dédicace
- Benjamin Godard : Sonate pour violoncelle et piano en ré mineur, op. 104 (1887)
- Émile Pierre Ratez : Sonate pour violoncelle et piano, op. 18 (1889)
- Émile Bernard : Sonate pour violoncelle et piano, op. 46 (1896)
- Léon Boëllmann : Sonate pour violoncelle et piano, op. 40 (1897)

Frédéric Chopin a laissé également une Sonate pour violoncelle en sol mineur (op. 65, 1845-1846), avec l'aide importante du violoncelliste Auguste-Joseph Franchomme pour la partie de violoncelle.
Concernant la célèbre Sonate pour violon en la majeur de César Franck, il existe une transcription réalisée par Jules Delsart qui a été approuvée par le compositeur.
Les compositrices romantiques ne sont pas en reste puisque Louise Farrenc a composé une Sonate pour violoncelle et piano en si bémol majeur, op.  46 en 1857. Marie Jaëll a également composé sa Sonate pour violoncelle et piano dédiée à Ernest Reyer en 1881. Rita Strohl a laissé une Grande sonate dramatique "Titus et Bérénice" pour violoncelle et piano (publiée en 1898).

#### Monde germanique
La Sonate Arpegionne ou sonate pour arpeggione et piano en la mineur (D. 821) de Franz Schubert est majoritairement interprétée au violoncelle. Elle a été créée en 1824 en pleine période romantique allemande mais sa première publication ne date, à titre posthume, que de 1871. Par ailleurs, sa Sonate pour violon et piano en la majeur dite "Duo" ou "Grand Duo" (D. 574) a été adaptée pour violoncelle et piano par le violoncelliste Pierre Fournier. Même s'il ne s'agit pas une sonate à proprement parler, Introduction et variations pour flûte et piano sur Trockne Blumen (D. 802) a été adapté pour violoncelle et piano.
La même année, en 1824, Johann Nepomuk Hummel livre sa Sonate pour violoncelle et piano en la majeur, op. 104, dédié à la grande-duchesse Maria Pavlovna.
Felix Mendelssohn, dans la lignée de Beethoven, composa deux sonates pour violoncelle et piano : no 1 en si bémol majeur, op. 45 (1838) et no 2 en ré majeur, op. 58 (1842-1843). Sa sœur Fanny Mendelssohn a également composé une Sonata o fantasia pour violoncelle et piano, op. 238 en 1829 avant que son frère ne se prête à l'exercice.
Ignaz Moscheles, ami de Mendelssohn, propose également deux sonates : op. 34 en si bémol majeur dite "Grande sonate concertante" (1814) et op. 121 en mi majeur (1850).
Mais ce sont surtout les deux sonates de Johannes Brahms (no 1 en mi mineur, op. 38 (1862-1865) et no 2 en fa majeur, op. 99 (1886) qui font partie des piliers du répertoire. Le violoncelliste László Varga a transcrit trois de ses sonates pour violon et piano : sa première sonate pour violon (1878-1879) ainsi que celles en la majeur (op. 100) et en ré mineur (op. 108). Ses deux sonates pour clarinette et piano, qui sont également ses dernières œuvres de musique de chambre, ont également été transcrites pour violoncelle.
Nous pouvons citer également la sonate de jeunesse en fa majeur op. 6 que Richard Strauss composa en 1883, ainsi que la sonate pour violoncelle en ré majeur, op. 51, (1890) de Felix Draeseke.
Le très prolifique Max Reger a produit 4 sonates, ainsi que 3 suites, entre 1892 et 1912. Hans Huber a lui aussi écrit 4 sonates (en ré majeur, op. 33, 1878 ; "sonate pastorale" en la majeur, op. 84 ; en do dièse mineur, op. 114, 1900 et no 4).
Les compositeurs suivants ont écrit chacun 3 sonates pour violoncelle :
- Camillo Schumann :
  - Sonate pour violoncelle et piano no 1, op. 59
  - Sonate pour violoncelle et piano no 2, op. 99
  - Sonate pour violoncelle et piano no 3, op. 118a
- Friedrich Gernsheim :
  - Sonate pour violoncelle et piano no 1 en ré mineur, op. 12
  - Sonate pour violoncelle et piano no 2 en mi mineur, op. 79
  - Sonate pour violoncelle et piano no 3 en mi mineur, op. 87
- Carl Reinecke :
  - Sonate pour violoncelle et piano no 1 en la mineur, op. 42 (1847-1848)
  - Sonate pour violoncelle et piano no 2 en ré majeur, op. 89 (1866)
  - Sonate pour violoncelle et piano no 3 en sol majeur, op. 238 (1897)
- Heinrich von Herzogenberg :
  - Sonate pour violoncelle et piano no 1 en la mineur, op. 52 (1886)
  - Sonate pour violoncelle et piano no 2, op. 64 (1889)
  - Sonate pour violoncelle et piano no 3, op. 94 (1895)

Les compositeurs suivants ont écrit chacun deux sonates pour violoncelle :
- Eduard Franck :
  - Sonate pour violoncelle et piano en ré majeur, op. 6 (1846)
  - Sonate pour violoncelle et piano en fa majeur, op. 42 (1882)
- Charles Villiers Stanford :
  - Sonate pour violoncelle et piano no 1 en la majeur, op. 9 (1877)
  - Sonate pour violoncelle et piano no 2 en ré mineur, op. 39 (1889)
- Richard Franck :
  - Sonate pour violoncelle et piano en ré majeur, op. 22 (1894)
  - Sonate pour violoncelle et piano en mi bémol majeur, op. 36 (1903)
- Robert Fuchs :
  - Sonate pour violoncelle et piano en ré mineur, op. 29 (1881)
  - Sonate pour violoncelle et piano en mi bémol mineur, op. 83 (1909)

Les compositeurs suivants ont écrit chacun une sonate pour violoncelle :
- Berthold Damcke : Sonate pour violoncelle (ou violon) et piano en ré majeur, op. 43 (1861), dédiée à Ignaz Moscheles
- Friedrich Kiel : Sonate pour violoncelle et piano en la mineur, op. 52 (1868)
- Joseph Joachim Raff : Sonate pour violoncelle et piano en ré majeur, op. 183 (1873)
- Friedrich Grützmacher : Sonate pour violoncelle et piano en do mineur d'après Boccherini (1874-1878)
- Josef Rheinberger : Sonate pour violoncelle et piano en do majeur, op. 92 (1875)
- Xaver Scharwenka : Sonate pour violoncelle et piano en mi mineur, op. 46 (1877)
- Hans Pfitzner : Sonate pour violoncelle et piano en fa dièse mineur, op. 1 (1890)
- Felix Weingartner : Sonate pour violoncelle et piano (1892)
- Alexander von Zemlinsky : Sonate pour violoncelle et piano en la mineur, IAZ 1 (1894)
- Josef Labor : Sonate pour violoncelle et piano en la majeur (op. 7, 1896)

#### Autres
Hors des deux zones précédentes, les deux sonates les plus couramment jouées sont celle d'Edvard Grieg (Sonate pour violoncelle en la mineur, op. 36, 1883) et celle de Sergei Rachmaninoff (Sonate pour violoncelle en sol mineur, op. 19, 1901).
En Russie également, Alexandre Borodine composa sa Sonate pour violoncelle et piano en 1860 pour son usage personnel, étant lui-même violoncelliste. Anton Rubinstein livra également une Sonate pour violoncelle et piano no 1 en ré majeur (op. 18, 1855) dédiée à Adrien-François Servais et une Sonate pour violoncelle et piano no 2 en sol majeur (op. 39, 1857) dédiée au Comte Albert de Flemming.
En Ukraine, Ilya Lyzohub a légué une Sonate pour violoncelle et piano en sol mineur (date de composition inconnue mais publication en 1949) dédiée à Andrey I. Gudovich.
En Suède, Ludvig Norman a composé une Sonate pour violoncelle et piano en ré majeur, op. 28 (1867) et Jacob Adolf Hagg une Sonate pour violoncelle et piano en mi mineur, op. 1 (1870).
L'Europe de l'Est n'est pas en reste avec, en Bohême, Antonín Dvořák qui a, lui aussi, composé une Sonate pour violoncelle et piano en fa majeur en 1865, mais dont nous reste seulement la partie de violoncelle. Citons également, du côté de la Hongrie, la Sonate pour violoncelle et piano en si bémol majeur (op. 8, 1899) d'Ernő Dohnányi et de celle en fa majeur (op. 39, 1890) de Károly Goldmark. En Croatie, Dora Pejačević a produit une Sonate pour violoncelle et piano en mi mineur (op. 35, 1913). En Suède, une autre femme Laura Netzel composa sa Sonate pour violoncelle, op. 66 en 1899. En Pologne, Zygmunt Stojowski a écrit la Sonate pour violoncelle et piano en la majeur (op. 18, 1894).
En Italie, Carlo Alfredo Piatti, violoncelliste lui-même, a écrit Six sonates pour violoncelle et piano. Francesco Cilea composa une Sonate pour violoncelle et piano en ré majeur (op. 38, 1888).
En Espagne, Enrique Granados a laissé une Sonate pour violoncelle et piano.
En Belgique, Guillaume Lekeu a écrit la Sonate pour violoncelle et piano en fa majeur (1888) qui a été terminée par Vincent d'Indy. Fernand Le Borne a de son côté écrit la Sonate pour violoncelle et piano en la majeur, (op. 41, 1898).
En Grande-Bretagne, Charles Villiers Stanford a laissé deux sonates (en la majeur, op. 9, 1878 et en ré mineur, op. 39, 1893). Sir Hubert Parry a quant à lui écrit une Sonate pour violoncelle et piano en la majeur (1879–1883). Sir William Sterndale Bennett a produit une sonate pour violoncelle et piano (op. 32, 1852). William Hurlstone a écrit également une Sonate pour violoncelle et piano en ré majeur (1899). La suffragette Ethel Smyth a composé deux sonates pour violoncelle et piano (en do mineur, 1880 et en la mineur, op. 5, 1887).

### Période moderne

#### France
Parmi les compositeurs français ayant composé des sonates durant la première moitié du XXe siècle, citons parmi les œuvres majeures :
- Louis Vierne :
  - Sonate pour violoncelle et piano, op. 27 (1910), l'un des sommets du répertoire, jouée en 1912 à la Société des Compositeurs avec Paul Bazelaire et le compositeur au piano
  - Soirs étrangers, pour violoncelle et piano, op. 56 (1928)
- Claude Debussy : Sonate pour violoncelle et piano en ré mineur, L. 135 (1915)
- Gabriel Fauré :
  - Sonate pour violoncelle et piano no 1 en ré mineur, op. 109 (1917)
  - Sonate pour violoncelle et piano no 2 en sol mineur, op. 117 (1921)
- Maurice Ravel : Sonate pour violon et violoncelle (1920-1922)
- Vincent d'Indy : Sonate pour violoncelle et piano en ré majeur, op. 84 (1924-1925)

Et en œuvres de compositeurs français moins jouées :
- Jean Huré :
  - Sonate pour violoncelle et piano no 1 en fa dièse mineur (1903)
  - Sonate pour violoncelle et piano no 2 en fa majeur (1906)
  - Sonate pour violoncelle et piano no 3 en fa dièse majeur (1909)
- Guy Ropartz :
  - Sonate pour violoncelle et piano no 1 en sol mineur (1904), dédiée à Victor Prouvé
  - Sonate pour violoncelle et piano no 2 en la mineur (1918-1919), dédiée à Fernand Pollain
- Mel Bonis : Sonate pour violoncelle et piano, op. 67 (1905), créée par Louis Feuillard au violoncelle et la compositrice au piano le 14 février 1906
- Théodore Dubois : Sonate pour violoncelle et piano en ré majeur (1906) dédiée à Paul Taffanel
- Charles-Marie Widor : Sonate pour violoncelle en la majeur, op. 80 (1907)
- Amédée Reuchsel : Sonate pour violoncelle et piano (1907)
- Jules Mouquet : Sonate pour violoncelle et piano, op. 24 (1907)
- Louise Héritte-Viardot : Sonate pour violoncelle et piano, op. 40 (1909)
- Albéric Magnard : Sonate pour violoncelle en la majeur, op. 20 (1910-1911)
- Louis Thirion : Sonate pour violoncelle et piano en ré majeur, op. 16 (1912)
- Charles Koechlin : Sonate pour violoncelle et piano en ut majeur, op. 66 (1917)
- Henriette Renié : Sonate pour violoncelle et piano en la bémol majeur (1919)
- Marcelle Soulage : Sonate pour violoncelle et piano en fa dièse mineur, op. 31 (1919)
- Arthur Honegger : Sonate pour violoncelle et piano en ré mineur, H.32 (1920) dédiée à René Gosselin
- Paul Paray : Sonate pour violoncelle et piano (1921)
- Gabriel Pierné : Sonate pour violoncelle et piano en une partie en fa dièse mineur, op. 46 (1922)
- Pierre-Octave Ferroud : Sonate pour violoncelle et piano (1932)
- Paul Ladmirault : Sonate pour violoncelle et piano (1939)
- Francis Poulenc : Sonate pour violoncelle et piano (1948)

#### Russie
Les compositions majeures produites par des compositeurs russes sont :
- Dmitri Chostakovitch : Sonate pour violoncelle en ré mineur, op. 40 (1934)
- Sergueï Prokofiev : Sonate pour violoncelle en do majeur, op. 119 (1949) et Sonate pour violoncelle seul en do dièse mineur, op. 134, inachevée

Parmi les autres compositions moins connues, on compte:
- Nikolai Potolovsky : Sonate pour violoncelle et piano, op. 2 (1905)
- Nikolaï Miaskovski : Sonate pour violoncelle et piano no 1 en ré majeur, op. 12 (1911, révisée en 1935) et Sonate pour violoncelle et piano no 2 en la mineur, op. 81 (1948-1949)
- Paul Juon : Sonate pour violoncelle et piano, op. 54 (1913) dédiée à Josef Press
- Sergei Bortkiewicz : Sonate pour violoncelle et piano, op. 36 (1924)
- Alexandre Tcherepnine : Sonate pour violoncelle et piano no 1, op. 29 (1924), Sonate pour violoncelle et piano no 2, op. 30 no 1 (1924) et Sonate pour violoncelle et piano no 3, op. 30 no 2 (1919-1926)
- Alexandre Mossolov : Sonate pour violoncelle et piano (1927)
- Andriy Shtoharenko : Sonate pour violoncelle et piano

#### Autres
Divers compositeurs ont écrit plusieurs œuvres importantes du répertoire du violoncelle :
- Emánuel Moór :
  - Sonate pour violoncelle no 1
  - Sonate pour violoncelle no 2, op. 55 (1902)
  - Sonate pour violoncelle no 3
  - Sonate pour violoncelle no 4, op. 76 (1909)
- Georges Enesco :
  - Sonate pour violoncelle et piano no 1 en fa mineur, op. 26 (1898)
  - Sonate pour violoncelle et piano no 2 en do majeur, op. 26, (1935) dédiée à Pablo Casals
- Zoltán Kodály :
  - Sonate pour violoncelle, op. 4 (1907)
  - Sonate pour violoncelle seul, op. 8 (1915)
  - Sonatine pour violoncelle (1923)
- Anton Webern : Sonate pour violoncelle et piano (1913)
- Paul Hindemith :
  - Sonate pour violoncelle, op. 11 no 3 (1919)
  - Sonate pour violoncelle solo, op. 25 no 3 (1923)
  - Sonate pour violoncelle (1948)
- Bohuslav Martinů :
  - Sonate pour violoncelle no 1 (1939)
  - Sonate pour violoncelle no 2 (1941)
  - Sonate pour violoncelle no 3 (1952)

Julius Röntgen est sans doute celui qui a écrit le plus de sonates pour violoncelle et piano en dehors de l'époque baroque avec pas moins de 14 œuvres dont seulement trois écrites en majeur :
- Sonate pour violoncelle no 1 en si bémol majeur, op. 3 (1872-1873)
- Sonate pour violoncelle no 2 en la mineur, op. 41 (1900)
- Sonate pour violoncelle no 3 en sol mineur (1905)
- Sonate pour violoncelle no 4 en do mineur (1906)
- Sonate pour violoncelle no 5 en si mineur, op. 56 (1907-1910)
- Sonate pour violoncelle no 6 en ré majeur (1914-1915)
- Sonate pour violoncelle no 7 en fa dièse mineur (1917)
- Sonate pour violoncelle no 8 en ré mineur (1926)
- Sonate pour violoncelle no 9 en mi mineur (1927)
- Sonate pour violoncelle no 10 en do mineur (1927)
- Sonate pour violoncelle no 11 en ré mineur (1930)
- Sonate pour violoncelle no 12 en la mineur (1930)
- Sonate pour violoncelle no 13 en do dièse mineur (1931)
- Sonate pour violoncelle no 14 en do majeur (1931)

Parmi les autres compositions, il y a :
- Henrique Oswald
  - Sonate pour violoncelle et piano no 1 en ré mineur, op. 21 (1898)
  - Sonate pour violoncelle et piano no 2 en mi bémol majeur, op. 44 (1916)
- Joseph Ryelandt :
  - Sonate pour violoncelle et piano no 1, op. 22 (1898)
  - Sonate pour violoncelle et piano no 2, op. 66 (1917)
  - Sonate pour violoncelle et piano no 3, op. 132 (1944)
- Donald Tovey : Sonate pour violoncelle et piano en fa majeur, op. 4 (1900)
- Jean Cras : "La Chair", sonate pour violoncelle et piano (1901)
- Ludwig Thuille : Sonate pour violoncelle et piano en ré mineur, op. 22 (1902)
- Robert Kahn :
  - Sonate pour violoncelle no 1 en fa majeur, op. 37 (1904) dédiée à Robert Hausmann
  - Sonate pour violoncelle no 2 en ré mineur, op. 56 (1911) dédiée à Hugo Becker
- John Foulds : Sonate pour violoncelle, op. 6 (1905)
- Alfredo Casella :
  - Sonate pour violoncelle et piano no 1 (1906)
  - Sonate pour violoncelle et piano no 2 (1926)
- Philipp Scharwenka : Sonate pour violoncelle et piano en sol mineur, op. 116 (1909)
- Joseph Jongen : Sonate pour violoncelle et piano, op. 39 (1911-1922) dédiée à Pablo Casals
- Emil Sjögren : Sonate pour violoncelle et piano en la majeur, op. 58 (1912)
- Frank Bridge : Sonate pour violoncelle et piano en ré mineur, H.125 (1913-1917)
- Erwin Schulhoff : Sonate pour violoncelle et piano, op. 17 (1914)
- Adolphe Biarent : Sonate pour violoncelle en fa dièse mineur (1915)
- Frederick Delius : Sonate pour violoncelle en ré mineur (1916)
- Henry Cowell : Sonate pour violoncelle et piano (1915)
- Arnold Trowell :
  - Sonate pour violoncelle et piano no 1 en mi mineur, op. 23, perdue, seules des ébauches subsistent
  - Sonate pour violoncelle et piano no 2 en fa majeur, op. 30 (1915)
- Heitor Villa-Lobos :
  - Sonate pour violoncelle et piano no 1, W102 (1915), perdue
  - Sonate pour violoncelle et piano no 2, W103, op. 66 (1915)
- Leo Ornstein :
  - Sonate pour violoncelle et piano no 1, op. 52 (1918)
  - Sonate pour violoncelle et piano no 2 (1920)
- Matthijs Vermeulen :
  - Sonate pour violoncelle et piano no 1 (1918)
  - Sonate pour violoncelle et piano no 2 (1938)
- Paul de Maleingreau : Sonate pour violoncelle et piano, op. 15 (1919)
- Willem Pijper :
  - Sonate pour violoncelle et piano no 1 (1919)
  - Sonate pour violoncelle et piano no 2 (1924) dédiée à Marix Loevensohn
- Henriëtte Bosmans : Sonate pour violoncelle et piano (1919)
- Rebecca Clarke : Sonate pour alto (ou violoncelle) et piano (1919)
- Kurt Weill : Sonate pour violoncelle et piano (1919-1920)
- Ildebrando Pizzetti : Sonate pour violoncelle et piano en fa majeur (1921)
- Nikolai Roslavets :
  - Sonate pour violoncelle et piano no 1 (1921)
  - Sonate pour violoncelle et piano no 2 (1921-1922)
- Manuel María Ponce : Sonate pour violoncelle et piano (1922)
- John Ireland : Sonate pour violoncelle en sol mineur (1923)
- Arnold Bax :
  - Sonate pour violoncelle (1923)
  - Sonatine pour violoncelle (1933)
  - Legend-Sonata (1943)
- Karl Weigl : Sonate pour violoncelle et piano (1923)
- Franco Alfano : Sonate pour violoncelle et piano (1925)
- Kurt Atterberg : Sonate pour violoncelle en si mineur, op. 27 (1925), écrite pour être jouée par plusieurs instruments
- Gaspar Cassadó :
  - Sonate pour violoncelle et piano en la mineur (1925)
  - Sonata nello stile antico spagnuolo en sol majeur (1925)
- Mario Castelnuovo-Tedesco : Sonate pour violoncelle et piano, op. 50 (1928)
- David Stanley Smith :
  - Sonate pour violoncelle et piano, op. 59 (1928)
  - Sonate pour violon et violoncelle : Sonata a Due Voci, op. 68 (1933-1942)
- Henk Badings :
  - Sonate pour violoncelle no 1 (1929)
  - Sonate pour violoncelle no 2 (1934)
- Ernst Toch : Sonate pour violoncelle et piano, op. 50 (1929)
- Alexandre Tansman : Sonate pour violoncelle et piano no 2 (1930) dédiée à Maurice Maréchal
- Samuel Barber : Sonate pour violoncelle et piano en do mineur, op. 6 (1932)
- Ferenc Farkas : Sonate pour violoncelle seul (1932)
- László Lajtha : Sonate pour violoncelle et piano, op. 17 (1932)
- Simon Laks : Sonate pour violoncelle et piano (1932)
- Sándor Veress : Sonatine pour violoncelle et piano (1933)
- Ahmet Adnan Saygun : Sonate pour violoncelle et piano, op. 12 (1935)
- Roger Sacheverell Coke :
  - Sonate pour violoncelle no 1 en ré mineur, op. 24 (1936)
  - Sonate pour violoncelle no 2 en ut majeur, op. 29 (1938)
  - Sonate pour violoncelle no 3 en la mineur, op. 44 (1941)
- Granville Bantock :
  - Sonate pour violoncelle no 1 en si mineur (1940)
  - Sonate pour violoncelle no 2 en fa dièse mineur (1945)
- Kurt Hessenberg : Sonate pour violoncelle, op. 23 (1941)
- Vítězslav Novák : Sonate pour violoncelle et piano en sol mineur, op. 68 (1941)
- Zoltán Gárdonyi : Sonate pour violoncelle (1944)
- Yoshirō Irino : Sonate pour violoncelle et piano (1945)
- Edmund Rubbra : Sonate pour violoncelle et piano en sol mineur, op. 60 (1946)
- Juan Manén : Sonata di concerto pour violoncelle et piano, op. A-42 (1947)
- Ernest John Moeran : Sonate pour violoncelle et piano en la mineur (1947)
- George Perle : Sonate pour violoncelle seul (1947)
- Nikos Skalkottas : Sonatine pour violoncelle et piano (1949)
- Cyril Scott : Sonate pour violoncelle (1950)

En dehors du strict domaine de la sonate, notons particulièrement la Rhapsodie pour violoncelle et piano (Sz 87, 1929) de Béla Bartók, la Suite italienne (1932-1933) d'Igor Stravinsky et également les trois suites (1956-1957) d'Ernest Bloch.

### Période contemporaine
Benjamin Britten, très proche de Rostropovich, a composé pour et avec lui une Sonate pour violoncelle en do majeur (op. 65, 1961), ainsi que trois Suites pour violoncelle seul.
La Sonate pour violoncelle seul (1955) de George Crumb est l'un des standards du répertoire contemporain, de même que celle de György Ligeti, composée dans sa jeunesse. Elliott Carter a également laissé une sonate de jeunesse pour violoncelle (1948).
Alfred Schnittke a quant à lui livré deux sonates à la postérité, en 1978 et en 1993-1994.
Citons également la sonate pour violoncelle et piano (op. 49, 1979) de Alberto Ginastera qui reste relativement jouée.
Parmi les autres œuvres notables, citons :
- Éric Feldbusch : Sonate pour violoncelle et piano, op. 9
- Alan Rawsthorne : Sonate pour violoncelle (1949)
- Bertold Hummel :
  - Sonate pour violoncelle en fa, op. 2 (1950)
  - Sonata brevis, op. 11a (1955)
- Peter Racine Fricker : Sonate pour violoncelle (1956)
- Roberto Gerhard : Sonate pour violoncelle et piano (1956), transcrite par le compositeur depuis sa sonate pour alto et piano (1948)
- Vasif Adiguezalov :
  - Sonatina pour violoncelle et piano (1957)
  - Sonate pour violoncelle seul (1987)
- Boris Tchaïkovski : Sonate pour violoncelle et piano en mi mineur (1957)
- Darius Milhaud : Sonate pour violoncelle et piano, op. 377 (1959)
- Vissarion Chebaline : Sonate pour violoncelle et piano, op. 51/3 (1960)
- Dmitri Kabalevski : Sonate pour violoncelle en si bémol majeur, op. 71 (1962)
- Karen Khatchatourian : Sonate pour violoncelle (1966)
- Vagn Holmboe : Sonate pour violoncelle seul, op. 101 (1968-1969)
- Easley Blackwood : Sonate pour violoncelle, op. 31
- Mieczysław Weinberg :
  - Sonate pour violoncelle et piano en ut majeur no 1, op. 21 (1945)
  - Sonate pour violoncelle et piano en ut majeur no 2, op. 63 (1958-1959) dédiée à Mstislav Rostropovitch
  - Sonate pour violoncelle solo no 1, op. 72 (1960) dédiée à Mstislav Rostropovitch
  - Sonate pour violoncelle solo no 2, op. 86 (1965) dédiée à Valentin Berlinsky
  - Sonate pour violoncelle solo no 3, op. 106 (1971) dédiée à Mstislav Rostropovitch
  - Sonate pour violoncelle solo no 4, op. 140 (1986) dédiée à Valentin Berlinsky
- Vaja Azarashvili :
  - Sonate pour violoncelle et piano no 1 (1961-1999)
  - Sonate pour violoncelle et piano no 2 (1976)
- Aribert Reimann : Sonate pour violoncelle et piano (1963)
- Michio Mamiya :
  - Sonate pour violoncelle seul (1968-1969)
  - Sonate pour violoncelle seul (1970)
- Frédéric Van Rossum : Sonate pour violoncelle et piano, op. 88
- Edison Denisov : Sonate pour violoncelle et piano, op. 40 (1971)
- Ielena Firsova : Sonate pour violoncelle, op. 5 (1971)
- Vasily Lobanov :
  - Sonate pour violoncelle et piano no 1, op. 14 (1971)
  - Sonate pour violoncelle et piano no 2, op. 54 (1989)
- Einojuhani Rautavaara :
  - Sonate pour violoncelle no 1 (1972–1973/2001)
  - Sonate pour violoncelle no 2 (1991)
- Jindřich Feld : Sonate pour violoncelle et piano (1972)
- David Baker : Sonate pour violoncelle et piano (1973) commandée par János Starker
- Ruth Schönthal : Sonate concertante pour violoncelle, alto ou clarinette et piano (1973)
- Stjepan Šulek : Sonate pour violoncelle et piano (1974)
- Jan Tausinger : Suite sonate pour violoncelle et piano (1974-1975)
- Jordi Cervelló : Sonata In Memorian Pau Casals pour violoncelle et piano (1976) en hommage à Pablo Casals
- Lowell Liebermann :
  - Sonate pour violoncelle et piano no 1, op. 3 (1978)
  - Sonate pour violoncelle et piano no 2, op. 61 (1998)
- Anatoli Alexandrov : Sonate pour violoncelle en sol majeur, op. 112 (1981–1982)
- Einar Englund : Sonate pour violoncelle (1982)
- Vivian Fine : Sonate pour violoncelle et piano (1982)
- Marcel Mihalovici :
  - Sonate « dans le caractère d'une scène lyrique » pour violoncelle et piano (1982)
  - Sonate pour violon et violoncelle, op. 50
  - Sonate pour violoncelle seul, op. 60
- Krzysztof Meyer : Sonate pour violoncelle et piano no 1, op. 62 (1983)
- Valentin Silvestrov : Sonate pour violoncelle (1983)
- Alexander Goehr : Sonate pour violoncelle et piano, op. 45 (1984)
- Niels Johannes Legarth Iversen :
  - Sonate pour violoncelle et piano no 1 en do mineur, op. 6 (1984)
  - Sonate pour violoncelle et piano no 2 en la majeur, op. 12 (1985)
  - Sonate pour violoncelle et piano no 3 en mi mineur, op. 29 (1987)
- Boris Arapov : Sonate pour violoncelle et piano (1985)
- Vladimír Godár : Sonate en mémoire de Viktor Shklovsky pour violoncelle et piano (1985)
- George Perle :
  - Sonate pour violoncelle et piano (1985)
- Otar Taktakichvili :
  - Sonate pour violoncelle et piano (1987)
- William Bolcom :
  - Sonate pour violoncelle et piano (1989)
- Fredrik Sixten : Sonate pour violoncelle et piano (1986)
- Gerhard Präsent : Sonata al dente pour violoncelle et piano, op. 23 (1988-1990)
- Tikhon Khrennikov : Sonate pour violoncelle et piano, op. 34 (1989)
- Andrei Yakovlevich Ehpai : Sonate pour violoncelle et piano (1990)
- Richard Festinger : Sonate pour violoncelle et piano (1990)
- Louis Karchin : Sonate pour violoncelle et piano (1990)
- Richard Rodney Bennett : Sonate pour violoncelle et piano (1991)
- David Carlson : Sonate pour violoncelle et piano (1991)
- Nikolaï Kapoustine :
  - Sonate pour violoncelle et piano no 1, op. 63 (1991)
  - Sonate pour violoncelle et piano no 2, op. 84 (1997)
- Larysa Kuzmenko : Sonate pour violoncelle et piano "A Dream Within A Dream" (1992)
- Vadim Larchikov : Sonate pour violoncelle et piano (1992)
- Mark Gresham : Sonate pour violoncelle et piano (1993)
- Rodion Chtchedrine : Sonate pour violoncelle et piano (1996), dédiée à Mstislav Rostropovitch
- Alistair Hinton : Sonate pour violoncelle et piano, op. 37 (1999)
- James MacMillan : Sonate pour violoncelle et piano no 1 (1999) dédiée à Raphael Wallfisch

#### XXIesiècle
Passé l'an 2000, plusieurs compositeurs, dont de nombreux américains, ont écrit pour cette formation :
- James MacMillan : Sonate pour violoncelle et piano no 2 (2000)
- Michael Hersch : Sonate pour violoncelle et piano no 2 (2000)
- Sally Beamish : Sonate pour violoncelle (2000)
- Huw Watkins : Sonate pour violoncelle et piano (2000)
- Lera Auerbach : Sonate pour violoncelle et piano, op. 69 (2002), dédiée à David Finckel et Wu Han
- Lera Auerbach : Sonate pour violoncelle seul (2003)
- Jiří Gemrot : Sonate pour violoncelle et piano (2003)
- Peter Fribbins : Sonate pour violoncelle et piano (2004)
- Krzysztof Meyer : Sonate pour violoncelle et piano no 2, op. 99 (2004)
- Aulis Sallinen : Sonate pour violoncelle, op. 86 (2004)
- Lowell Liebermann : Sonate pour violoncelle et piano no 3, op. 90 (2005)
- Alexander Shchetynsky : Sonate pour violoncelle et piano (2006)
- Pierre Jalbert : Sonate pour violoncelle et piano (2007)
- Peter Maxwell Davies : Sonate pour violoncelle et piano "Sequentia Serpentigena" (2007)
- Thomas Larcher : Sonate pour violoncelle seul (2007)
- Lowell Liebermann : Sonate pour violoncelle et piano no 4, op. 108 (2008)
- Samuel O. Douglas : Sonate en deux mouvements (2011)
- Thomas Larcher : Sonate pour violoncelle et piano "Splinters" (2012)
- Franz Liszt : Sonate pour piano en si mineur (2014), transcrite et arrangée pour violoncelle seul par Johann Sebastian Paetsch
- Stephen Hough : Sonate pour violoncelle et piano (main gauche) (2014)
- David Conte : Sonate pour violoncelle et piano (2015), écrite pour le violoncelliste Emil Miland
- Neil Luckett : Sonate pour violoncelle et piano en do majeur (2016)
- Kalevi Aho : Sonate pour violoncelle et piano (2019)
- Lowell Liebermann : Sonate pour violoncelle et piano no 5, op. 136 (2019)
- Davide Verotta : Incantata, sonate pour violoncelle seul (2020)
- Jorge Grundman : Those Who Couldn't Wave Goodbye, sonate pour violoncelle et piano (2020)
- Bruce Wolosoff : Sonate pour violoncelle et piano no 1, Paradise Found (2020)
- Bruce Wolosoff : Sonate pour violoncelle et piano no 2, Requiem for the Planet (2021)

En France, Florentine Mulsant a écrit de nombreuses pièces pour violoncelle :
- Sonate pour violoncelle et piano, op. 25 (2001) dédiée à son père Guy Mulsant
- Sonate pour violoncelle, op. 27 (2003) dédiée à Henri Demarquette
- Suite pour violoncelle et piano, op. 60 (2016) dédiée à Raphaël Pidoux
- Sonate pour violoncelle et piano no 2, op. 82 (2018) dédiée à Marc Coppey et Jean-Baptiste Fonlupt
- Sonate pour violon et violoncelle, op. 96 (2020) dédiée à Hélène Audibert et Florent Audibert
- Sonata Breve pour violoncelle et piccolo, op. 107 (2021) dédiée à Jean-Louis Beaumadier et Frédéric Audibert
- Suite Française pour Orgue de Chœur et Violoncelle, op. 131 (2024) dédiée à Frédéric Audibert et Pascal Marsault